# Жоошбаев, Макей
Макей Жоошбаев (род. 29 декабря 1929 года в с. Торкент) — советский и киргизский писатель, журналист, народный писатель Киргизской Республики, почётный гражданин Бишкека.

## Биография
Макей Жоошбаев родился 29 декабря 1929 года в селе Торкент, Токтогульский район. В 1935 году пошёл в сельскую семилетнюю школу. В 1942 году он ушёл добровольцем на фронт, а в 1945 году вернулся домой после ранения. Награждён орденами Отечественной войны I и II степени, 17 медалями.
С 1945 по 1949 год был Ответственным секретарём токтогульской районной газеты «Воля Ленина», затем с 1949 по 1951 год — заведующим отделом пропаганды Токтогульского райкома партии. По запросу бюро его отправили в двухгодичную партийную школу при ЦК КП(б) Киргизской ССР. В 1952—1964 годах работал в газете «Кызыл Кыргызстан» (ныне «Кыргыз Туусу») в Джалал-Абаде, а затем в Ошской области — корреспондент, заведующий отделом. В 1964—1968 годах был ответственным секретарём Союза журналистов Киргизии, в 1968—1973 годах — редактор Киргизского радио, в 1973—1985 годах работал заведующим фельетонным отделом журнала «Чалкан» и ответственным секретарём.
Его серия юмористических рассказов «Шутки Чонтоя» публиковались во всесоюзных журналах «Крокодил» в БССР, УССР, УзССР, КазССР; «Перец», «Муштум», «Скорпион», «Пчела» и прочих. Публиковался в сатирических журналах, немецком журнале Der Spiegel. Он автор более 600 фельетонов, более 50 публицистических статей, десятков рассказов и романов.